# Бейка, Давид Самуилович
Давид Самуилович Бейка (1885—1946) — советский партийный деятель.

## Биография
Родился 30 августа 1885 года в районе Митавы (ныне — Елгава). Окончил волостную начальную школу, а затем сдал экзамены на звание народного учителя в Риге, после чего работал учителем.
В 1903 году вступил в РСДРП, а в 1905 году — в Латышскую социал-демократическую рабочую партию. Участвовал в Первой русской революции. В 1907 году уехал в эмиграцию в США.
После Февральской революции вернулся в Россию и принял активное участие в установлении Советской власти. Был делегатом VI съезда РСДРП(б). В 1919—1921 годах был членом ЦК КП Латвийской ССР, народным комиссаром промышленности. С февраля 1920 года — на партийной работе в РСФСР, начинал работу председателем Псковского губсовнархоза. Участвовал во II и III конгрессах Коминтерна, работал управделами и заведующим отделом международных связей ИККИ.
С января 1922 года работал в Смоленской губернии. В мае (по другим данным, в марте) 1924 года он был назначен ответственным секретарём Смоленского губкома ВКП(б). 29 мая 1926 года был освобождён от своих обязанности в связи с переходом на другую работу.
Позднее работал секретарём Архангельского губкома ВКП(б), а с 1928 года находился на хозяйственной работе. Командировался по линии ИККИ в Испанию и США.
20 апреля 1938 года был арестован органами НКВД СССР по обвинению в участии в антисоветской националистической диверсионно-террорической организации и 22 апреля 1939 года Военной коллегией Верховного Суда СССР был приговорён к 20 годам исправительно-трудовых лагерей.
6 февраля 1946 года он умер в Устьвымлаге Коми АССР. 22 февраля 1956 года посмертно реабилитирован.